# 詹姆斯·C·謝菲爾德奧林匹克滑冰場
詹姆斯·C·謝菲爾德奧林匹克滑冰場是位於美国国旗紐約州普萊西德湖的戶外競速滑冰場地，曾主辦1932年（包含6場冰球賽事）和1980年冬季奧林匹克運動會的競速滑冰賽事。兩次奧運會期間，此場地亦曾作為普萊西德湖高中美式足球比賽場地。

## 歷史
該場地位於普萊西德湖高中旁，最初為1932年冬奧興建的戶外滑冰場。除競速滑冰外，場地亦用於開閉幕式、越野滑雪起終點、狗拉雪橇示範賽及冰球賽事。可容納7,500人的觀眾席在奧運結束後拆除。
1932年冬奧結束兩週後，此場地舉辦1932年世界全能競速滑冰錦標賽，此後主要用於其他體育活動，直至1977年為籌備1980年冬奧進行全面重建，增建人工製冰設施。
1980年冬奧期間，埃里克·海登在此包攬5面金牌，並以14分28秒13創下10,000公尺世界紀錄，此為本場地誕生的唯一世界紀錄 此後場地持續作為公共滑冰設施使用，夏季更提供直排輪滑租借服務。。
最近一次重大整修於2022年完成，更新了製冰系統與觀眾設施，現由普萊西德湖遺產場地管理機構營運。

## 外部連結
- 官方滑冰資訊
- 奧林匹克中心官網